# Ivo Pinto
Ivo Daniel Ferreira Mendonça Pinto (Lourosa, 7 de Janeiro de 1990) é um futebolista português que atua como lateral-direito. Atualmente defende o Fortuna Sittard.

## Carreira
Foi um trinco/médio-defensivo (agora defesa direito) formado no Boavista e que veio na temporada 2008-2009 para jogar nos sub-19 do Porto, antes de ingressar pelo Boavista tinha jogado no clube da terra, o Lusitânia de Lourosa.
Foi com Jesualdo Ferreira no comando técnico do Porto que se estreou na convocatória da equipa principal em 8 de Janeiro de 2009, contra o Vitória de Setúbal, mas Jesualdo não o tirou do banco de suplentes.
Atualmente joga no Fortuna Sittard, da Holanda, tendo passado por vários clubes como União de Leiria, em Portugal, Cluj na Roménia e Dínamo de Zagreb na Croácia onde neste último disputou vários jogos importantes da UEFA Champions League. 
Já foi convocado para um jogo amigável da seleção principal de Portugal no entanto não saiu do banco de suplentes.
É um jogador de qualidade que se caracteriza pela sua entrega e raça demonstrada em campo.